# Leptobracon minor
Leptobracon minor är en stekelart som beskrevs av Szepligeti 1906. Leptobracon minor ingår i släktet Leptobracon och familjen bracksteklar. Inga underarter finns listade i Catalogue of Life.